# Showgirl: The Greatest Hits Tour
Showgirl: The Greatest Hits Tour es la gira de conciertos realizada en 2005 por la cantante australiana Kylie Minogue. Esta gira conmemoraba todos los grandes éxitos de la carrera de la cantante. Es considerada como una de las mejores y más exitosas giras de su carrera.
Los boletos para esta gira se vendieron en cuestión de minutos en todas las ciudades que contempló, Minogue originalmente programó llevar a cabo actuaciones en Australia y Asia durante el tour, pero se vio obligada a cancelar la gira cuando le diagnosticaron cáncer de mama. Se reanudó la gira nombrada ahora como Showgirl: Homecoming Tour el 11 de noviembre de 2006, actuando en el Centro de Entretenimiento de Sídney, con un nuevo repertorio revisado y nuevos trajes.

## Repertorio
- "Overture"

Acto 1: Showgirl
- "Better the Devil You Know"
- "In Your Eyes"
- "Giving You Up"
- "On a Night Like This"

Acto 2: Smiley-Kylie
- "Shocked (contiene etractos de "Do You Dare?", "It's No Secret", y "What Kind of Fool (Heard All That Before)")
- "What Do I Have to Do?" (contiene extractos de "Closer")
- "Spinning Around" (contiene extractos de "Step Back In Time" con elementos de "Finally" y "Such a Good Feeling")

Acto 3: Denial
- "In Denial" (con backing track vocals por Neil Tennant)
- "Je Ne Sais Pas Pourquoi"
- "Confide in Me"

Acto 4: What Kylie Wants, Kylie Gets
- "Red Blooded Woman" (contiene extractos de "Where the Wild Roses Grow")
- "Slow"
- "Please Stay"

Acto 5: Dreams
- "Over the Rainbow"
- "Come Into My World" (presentada como una balada)
- "Chocolate"
- "I Believe in You"
- "Dreams"

Acto 6: Kyliesque
- "Hand on Your Heart"
- "The Loco-Motion"
- "I Should Be So Lucky"
- "Your Disco Needs You"

Acto 7: Minx in Space
- "Put Yourself in My Place"
- "Can't Get You Out Of My Head"

Encore
- "Especially For You" (Sing-along)
- "Love at First Sight"

### Estadísticas
- Temas de Body Language (3)
- Temas de Fever (4)
- Temas de Light Years (4)
- Temas de Impossible Princess (1)
- Temas de Kylie Minogue (2)
- Temas de Let's Get To It (0)
- Temas de Rhythm Of Love (3)
- Temas de Enjoy Yourself (2)
- Temas de Kylie (3)

- Temas no pertenecientes a algún álbum de estudio: (4)
- Canciones tocadas en la gira anterior KylieFeverTour 2002: 12

- Regresos: "Je Ne Sais Pas Pourquoi" ausente desde el Let's Get To It Tour en 1991 (14 años).
- Canción más reciente no perteneciente al álbum soporte de la gira: "Chocolate"
- Canción debut no perteneciente al álbum soporte de la gira: "Especially For You, Slow, Red Blooded Woman, Chocolate"
- Todos los sencillos interpretados de un álbum, no perteneciente al de soporte de la gira: "Body Language".

## Fechas del Tour
| Fecha               | Ciudad     | País         | Lugar                                     |
| ------------------- | ---------- | ------------ | ----------------------------------------- |
| Europa              |            |              |                                           |
| 19 de marzo de 2005 | Glasgow    | Inglaterra   | Scottish Exhibition and Conference Centre |
| 20 de marzo de 2005 | Glasgow    | Inglaterra   | Scottish Exhibition and Conference Centre |
| 22 de marzo de 2005 | Glasgow    | Inglaterra   | Scottish Exhibition and Conference Centre |
| 23 de marzo de 2005 | Glasgow    | Inglaterra   | Scottish Exhibition and Conference Centre |
| 24 de marzo de 2005 | Glasgow    | Inglaterra   | Scottish Exhibition and Conference Centre |
| 26 de marzo de 2005 | Paris      | Francia      | Zenith                                    |
| 27 de marzo de 2005 | Róterdam   | Países Bajos | Ahoy                                      |
| 28 de marzo de 2005 | Antwerp    | Bélgica      | Sportpaleis                               |
| 30 de marzo de 2005 | Vienna     | Austria      | Wiener Stadthalle                         |
| 31 de marzo de 2005 | Múnich     | Alemania     | Olympiahalle                              |
| 1 de abril de 2005  | Basel      | Suiza        | St. Jakobshalle                           |
| 3 de abril de 2005  | Aalborg    | Dinamarca    | Gigantium                                 |
| 4 de abril de 2005  | Hamburg    | Alemania     | Color Line Arena                          |
| 5 de abril de 2005  | Colonia    | Alemania     | Kölnarena                                 |
| 7 de abril de 2005  | Dublin     | Irlanda      | The Point                                 |
| 8 de abril de 2005  | Dublin     | Irlanda      | The Point                                 |
| 9 de abril de 2005  | Dublin     | Irlanda      | The Point                                 |
| 11 de abril de 2005 | Dublin     | Irlanda      | The Point                                 |
| 12 de abril de 2005 | Dublin     | Irlanda      | The Point                                 |
| 15 de abril de 2005 | Birmingham | Inglaterra   | National Exhibition Centre                |
| 16 de abril de 2005 | Birmingham | Inglaterra   | National Exhibition Centre                |
| 17 de abril de 2005 | Birmingham | Inglaterra   | National Exhibition Centre                |
| 19 de abril de 2005 | Birmingham | Inglaterra   | National Exhibition Centre                |
| 20 de abril de 2005 | Birmingham | Inglaterra   | National Exhibition Centre                |
| 21 de abril de 2005 | Birmingham | Inglaterra   | National Exhibition Centre                |
| 23 de abril de 2005 | Mánchester | Inglaterra   | Manchester Evening News Arena             |
| 24 de abril de 2005 | Mánchester | Inglaterra   | Manchester Evening News Arena             |
| 26 de abril de 2005 | Mánchester | Inglaterra   | Manchester Evening News Arena             |
| 27 de abril de 2005 | Mánchester | Inglaterra   | Manchester Evening News Arena             |
| 28 de abril de 2005 | Mánchester | Inglaterra   | Manchester Evening News Arena             |
| 30 de abril de 2005 | Londres    | Inglaterra   | The O2 Arena                              |
| 1 de mayo de 2005   | Londres    | Inglaterra   | The O2 Arena                              |
| 2 de mayo de 2005   | Londres    | Inglaterra   | The O2 Arena                              |
| 4 de mayo de 2005   | Londres    | Inglaterra   | The O2 Arena                              |
| 5 de mayo de 2005   | Londres    | Inglaterra   | The O2 Arena                              |
| 6 de mayo de 2005   | Londres    | Inglaterra   | The O2 Arena                              |
| 7 de mayo de 2005   | Londres    | Inglaterra   | The O2 Arena                              |

## Grabaciones
La actuación de Minogue en Londres, Inglaterra del 6 de mayo de 2005 fue filmada para DVD. El espectáculo fue lanzado en formtato DVD y disco Universal Media, el 28 de noviembre de 2005. En el DVD también figuran "Detrás de las Plumas" (Behind the Feathers), un documental, salvapantallas y fotografías exclusivas. 
El DVD llegó a número veintiséis en Australia para el fin del Año de la Música DVD Gráfico en 2005. Se certificada de platino en el Reino Unido en 2005 y cuatro veces platino en Australia en 2006. Kylie Showgirl fue nominado para "Mejor DVD Musical" en el 2006 ARIA Music Awards, sin embargo no triunfó frente a su competencia, Joe Esquimal. 
El 12 de diciembre de 2005, Minogue publicó un PE digital con ocho canciones registradas en Londres, Inglaterra durante el Showgirl - El Greatest Hits Tour.

## El tour en números
- 2.5 millones de dólares australianos, fue lo que costo el enorme escenario inspirato en el art déco
- 100 personas trabajando diariamente en el tour
- 15 camiones para transportar el show a todos lugares
- 12 bailrines en el escenario con Kylie
- 7 de la mañana. Inicio del montaje del escenario
- 7 también el número de miembros de la banda que acompañan a Kylie
- 5 elevadores hidráulicos que se encontraban en el escenario para subir a los bailarines y escenografías
- 4 meses para que John Galliano realizará el traje con el cual Kylie abre el show
- 2 premiados coreógrafos, Michael Rooney y Rafael Bonachela
- 1 año de planeación y organización para llevar a cabo "Showgirl"

## Personal
Dirección: Russel Thomas
Productor Ejecutivo: Bill Lord, Kylie Minogue y Terry Blamey
Productor: Philippa R. Pettett
Director Creativo: William Baker and Alan MacDonald
Productor Musical: Steve Anderson
Coreógrafo: Michael Rooney and Raphael Bonachella
Trajes: Carol Jones
Estilista del Cabello: Karen Alder
- Datos: Q1711639
- Multimedia: Showgirl: The Greatest Hits Tour / Q1711639